# Michael Groß
Michael Groß (Frankfurt am Main, 17 juni 1964) is een voormalig topzwemmer uit West-Duitsland, die in totaal drie gouden olympische medailles won in zijn carrière.
Groß is de succesvolste zwemmer uit de (West-)Duitse geschiedenis. Hij won, naast drie olympische titels bij de Olympische Spelen van 1984 (Los Angeles) en 1988 (Seoel), verder vijf wereld- en dertien Europese titels. Daarnaast verbeterde de specialist op de vlinder- en vrije slag in totaal twaalf wereldrecords.
Vanwege zijn enorme span- en reikwijdte (2 meter 27 bij een lengte van 2 meter 2) verwierf Groß de bijnaam De Albatros. Hij werd in eigen land viermaal verkozen tot Duits Sportman van het Jaar: in 1982, 1983, 1984 en 1988. Groß studeerde Germanistiek, Politicologie en Mediawetenschappen, en promoveerde in 1994 in Frankfurt met zijn dissertatie getiteld Ästhetik und Öffentlichkeit : die Publizistik der Weimarer Klassik.
Groß won zijn laatste titel in 1991 bij de wereldkampioenschappen langebaan (50 meter) in Perth. Hij figureerde in de door regisseur Bud Greenspan gemaakte documentair 16 Days of Glory over de Zomerspelen van 1988.
1900: Frederick Lane ·
1968: Mike Wenden ·
1972: Mark Spitz ·
1976: Bruce Furniss ·
1980: Sergej Kopljakov ·
1984: Michael Groß ·
1988: Duncan Armstrong ·
1992: Jevgeni Sadovy ·
1996: Danyon Loader ·
2000: Pieter van den Hoogenband ·
2004: Ian Thorpe ·
2008: Michael Phelps ·
2012: Yannick Agnel ·
2016: Sun Yang  ·
2020: Thomas Dean ·
2024: David Popovici
1968: Doug Russell ·
1972: Mark Spitz ·
1976: Matt Vogel ·
1980: Pär Arvidsson ·
1984: Michael Groß ·
1988: Anthony Nesty ·
1992: Pablo Morales ·
1996: Denis Pankratov ·
2000: Lars Frölander ·
2004: Michael Phelps ·
2008: Michael Phelps ·
2012: Michael Phelps ·
2016: Joseph Schooling ·
2020: Caeleb Dressel ·
2024: Kristóf Milák
1956: Bill Yorzyk ·
1960: Mike Troy ·
1964: Kevin Berry ·
1968: Carl Robie ·
1972: Mark Spitz ·
1976: Mike Bruner ·
1980: Sergej Fesenko ·
1984: Jon Sieben ·
1988: Michael Groß ·
1992: Melvin Stewart ·
1996: Denis Pankratov ·
2000: Tom Malchow ·
2004: Michael Phelps ·
2008: Michael Phelps ·
2012: Chad le Clos ·
2016: Michael Phelps ·
2020: Kristóf Milák ·
2024: Léon Marchand
- Gemeinsame Normdatei: 1011721163
- International Standard Name Identifier: 0000 0004 0032 6369
- Nederlandse Thesaurus van Auteursnamen: 135380278
- Virtual International Authority File: 291365790
- WorldCat: E39PBJwMBjQqJcm9VhqKGg3CwC